# Scanderbeg (opera)
Scanderbeg (RV 732) è un dramma per musica in tre atti di Antonio Vivaldi su libretto di Antonio Salvi.
Rappresentata in occasione dell'apertura del Teatro della Pergola di Firenze, l'opera vide la partecipazione del celebre soprano Francesca Cuzzoni nel ruolo di Doneca.

## Personaggi e interpreti
| personaggio                                                     | tipologia vocale   | cast della prima, 22 giugno 1718           |
| --------------------------------------------------------------- | ------------------ | ------------------------------------------ |
| Scanderbeg, re dell'Albania                                     | contralto castrato | Giovanni Battista Carboni                  |
| Doneca, sua sposa in abito di pastorella                        | soprano            | Francesca Cuzzoni-Sandoni, 'La Parmigiana' |
| Aroniz, principe dell'Epiro padre di Doneca in abito di pastore | tenore             | Antonio Ristorini                          |
| Ormondo, conte d'Urana generale dell'armi                       | contralto castrato | Giovanni Pietro Sbaraglia                  |
| Climene, capitano di Scanderbeg                                 | soprano (travesti) | Anna Guglielmini                           |
| Amurat II, il monarca de' Traci                                 | tenore             | Gaetano Mossi                              |
| Asteria, principessa sua figlia                                 | contralto          | Agata Landi                                |
| Acomat, generale d'Amurat, amante d'Asteria                     | soprano (travesti) | Rosa Venturini                             |